# 포항중앙고등학교
포항중앙고등학교(浦項中央高等學校)는 대한민국 경상북도 포항시 북구 우현동에 위치한 사립 고등학교이다.

## 학교 연혁
- 1982년 1월 20일 : 학교법인 향산학원 이사회 조직(김병관 선생 초대 이사장 취임)
- 1982년 4월 19일 : 학교법인 향산학원 설립 인가
- 1982년 11월 30일 : 포항중앙고등학교 설립 인가 (18학급)
- 1983년 3월 1일 : 초대 교장 정주영 선생 취임
- 1983년 3월 3일 : 개교 및 제1회 입학식 거행 (6학급 360명)
- 1984년 10월 11일 : 학급 증설 인가(총 30학급)
- 1994년 8월 6일 : 포항중앙고등학교 향산입지관[강당] 준공
- 1998년 5월 26일 : 학교법인 향산학원 제4대 이사장 김문순 여사 취임
- 1999년 3월 10일 : 포항중앙고등학교 생활관 '정진관' 준공(132명 수용)
- 1999년 10월 7일 : 포항중앙고등학교 생활관 독서실 개관
- 2002년 4월 19일 : 별관(입지관) 완공
- 2003년 7월 23일 :  “학교법인 향산교육재단” 으로 명칭 변경
- 2004년 1월 15일 : 다목적 교실 및 체육관(향산관) 완공
- 2011년 8월 30일 : 과학중점형(영어/수학) 교과교실제 시행
- 2014년 8월 11일 : 급식소 증축 현대화
- 2015년 4월 15일 : 선진형 교과교실제 선정
- 2021년 9월 1일 : 제7대 교장 김경섭 선생 취임
- 2022년 2월 4일 : 제37회 졸업식 거행(9학급 200명) 졸업생누계 14,305명
- 2022년 3월 2일 : 2022학년도 입학식 거행(9학급 196명)

## 참고 자료
- 포항중앙고등학교 - 한국교육학술정보원 학교알리미